# Hieracium hayekii
Hieracium hayekii es una especie de planta con flor del género Hieracium, de la familia Asteraceae, orden Asterales.

## Distribución
Hieracium hayekii se distribuye por Italia y Austria.

## Taxonomía
Fue descrita científicamente por J. Murr.
Tratamiento taxonómico
La especie aparece registrada y publicada en Oesterr. Bot. Z.